# Jättebladbagge
Jättebladbagge (Timarcha tenebricosa) är en skalbaggsart som först beskrevs av Fabricius 1775.  Jättebladbagge ingår i släktet Timarcha, och familjen bladbaggar. Arten har ej påträffats i Sverige.

## Bildgalleri

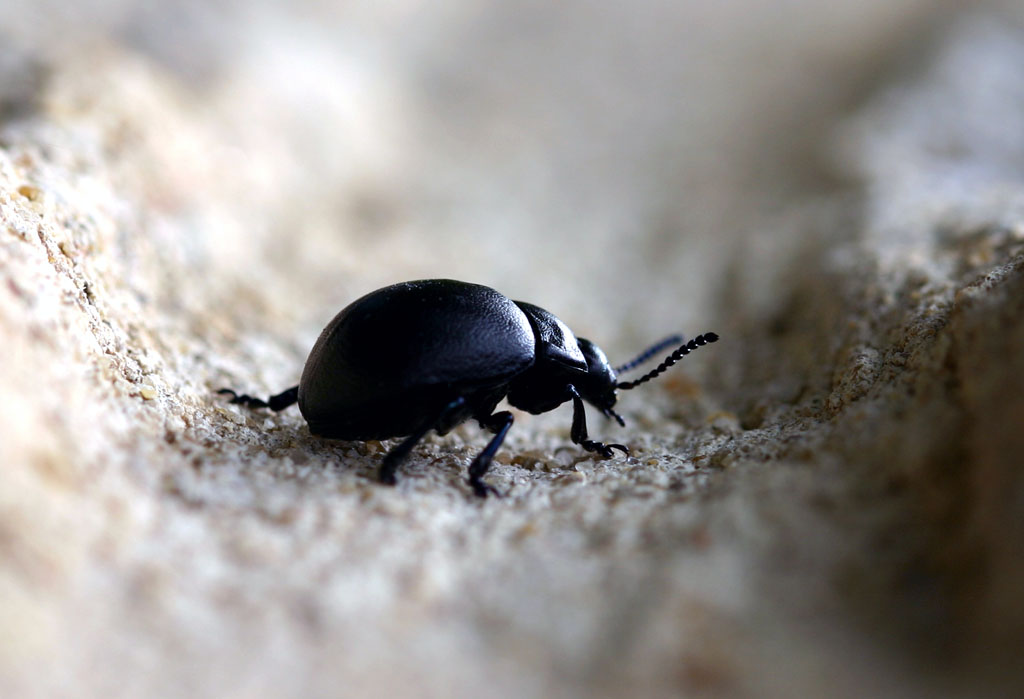
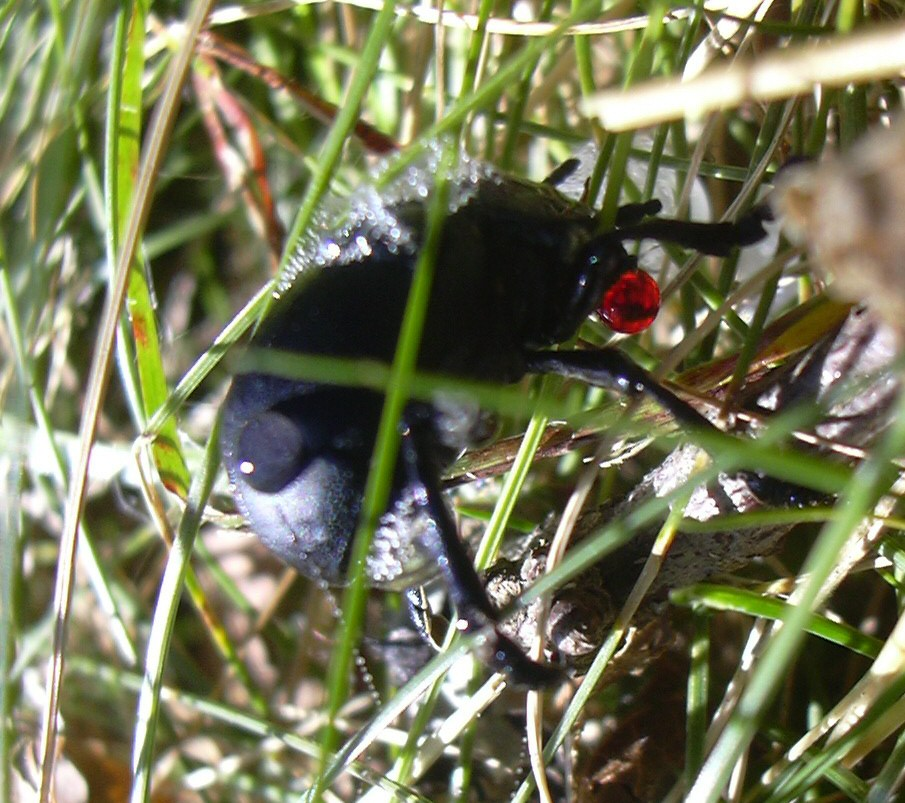
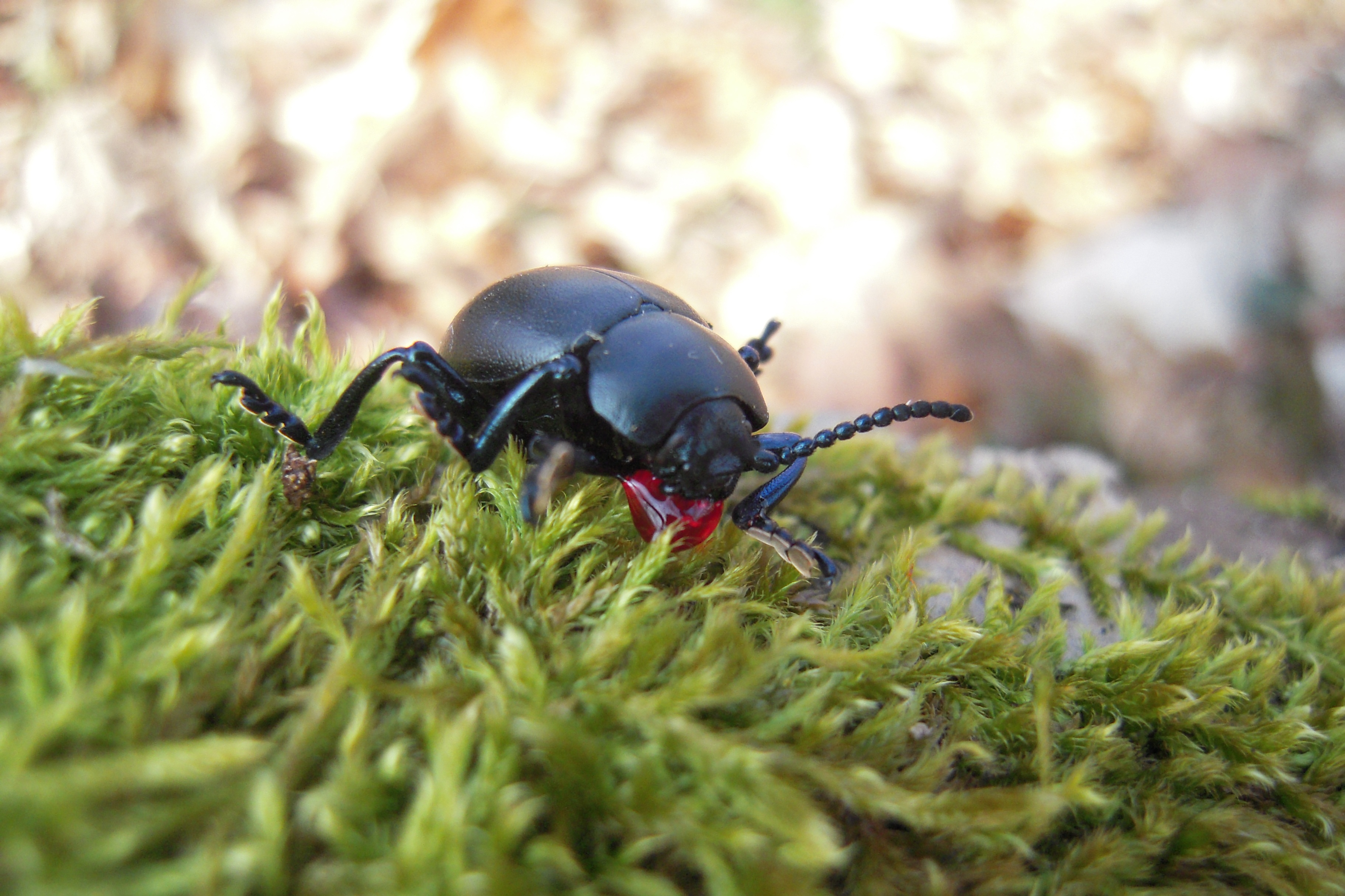
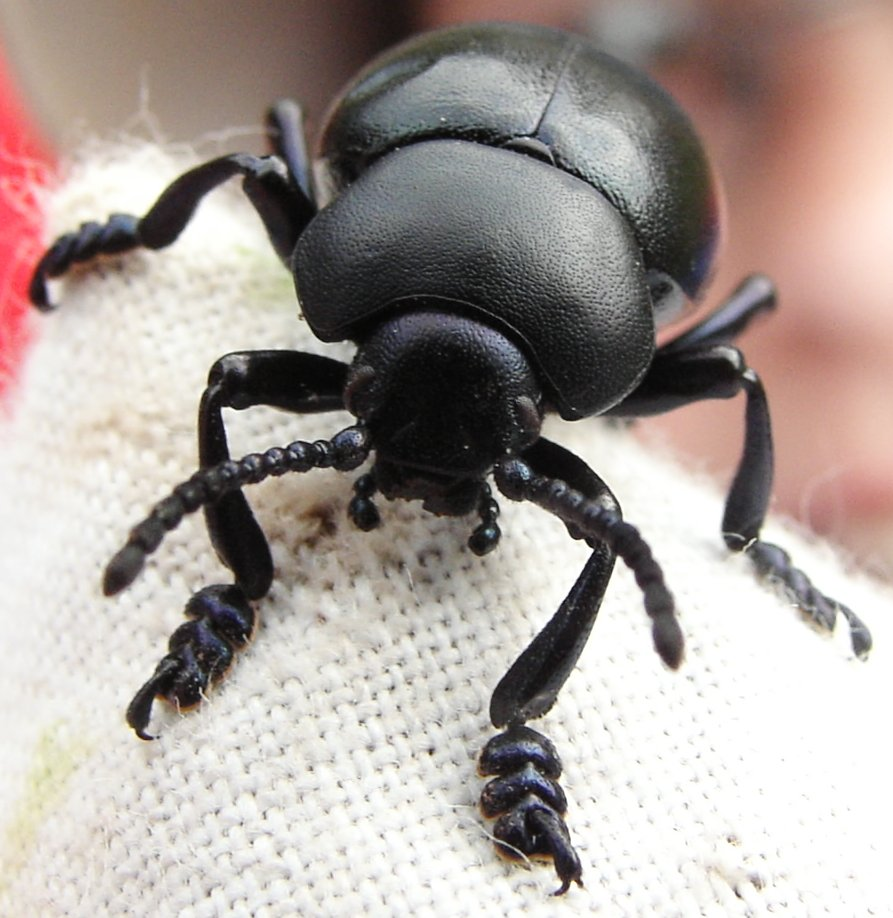
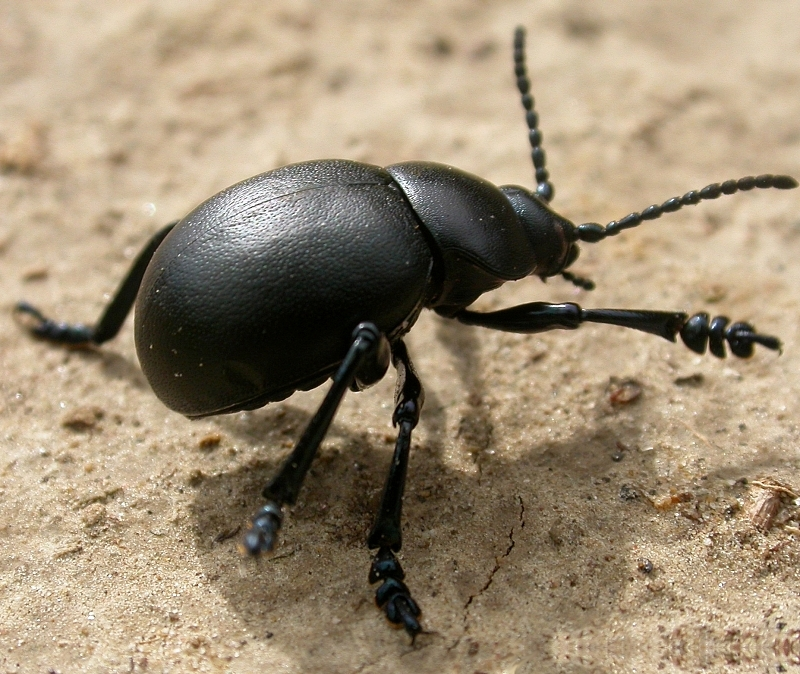
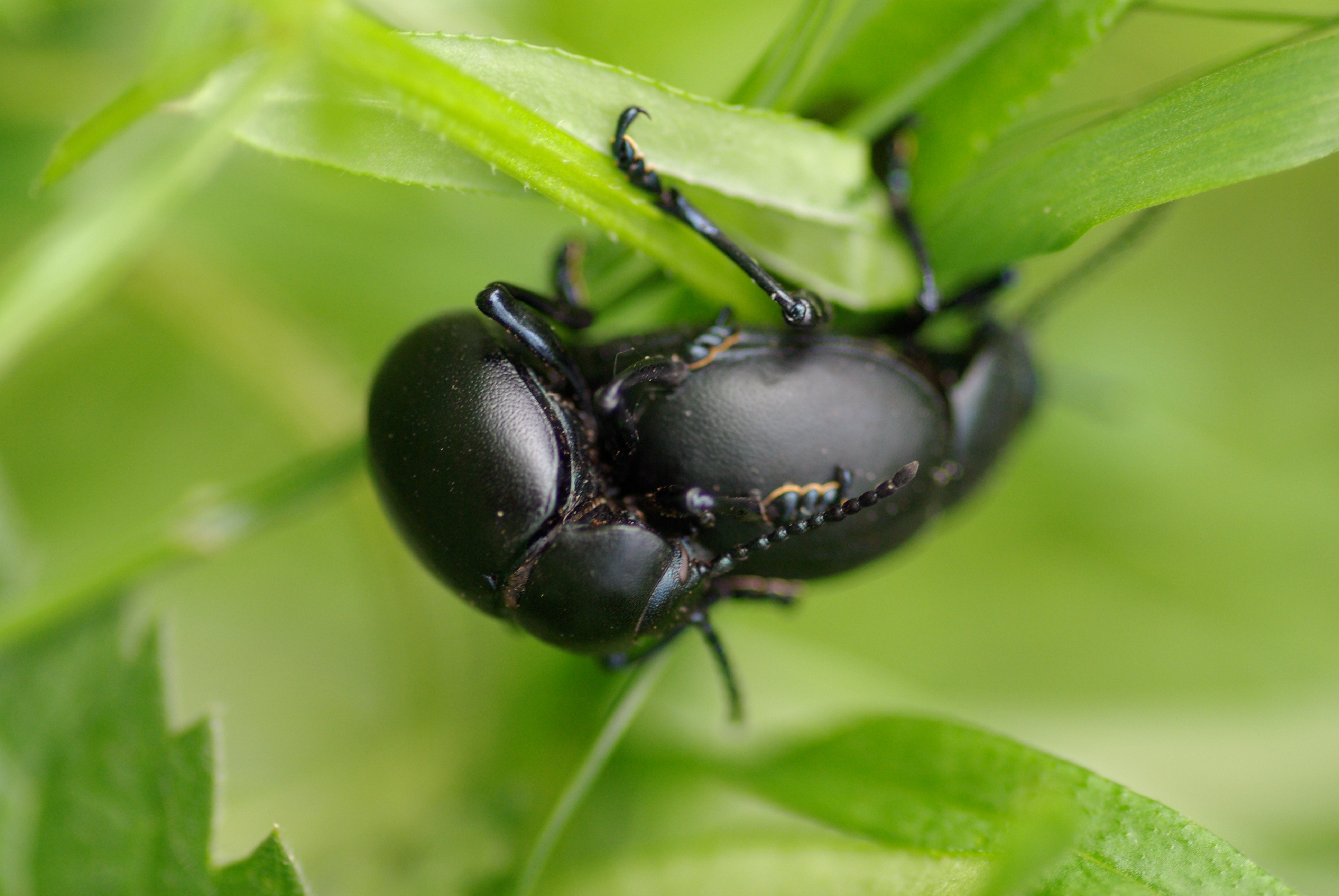